# Enriquecimento ilícito
O enriquecimento ilícito é um acréscimo ao patrimônio pessoal em tão pouco tempo sem justa causa ou declaração ao órgão competente (exemplo: Fisco), decorrente por fins de uso ilícito ou por através do tráfico de influência. No caso de lesão ao patrimônio do Estado pelo servidor, configura-se crime contra a Administração Pública ou peculato.
É o meio mais utilizado em países onde a cleptocracia é regra, como também em muitos países com altos índices de corrupção, principalmente na América Latina, África e Ásia.
No Brasil, a comissão que elaborou o anteprojeto do Código Penal criminalizou o enriquecimento ilícito de funcionários servidores públicos. A proposta vai na linha do que prevê a Convenção das Nações Unidas contra a Corrupção, da qual o País faz parte. Para o relator da comissão, procurador da República Luiz Carlos dos Santos Gonçalves, ainda que subsidiário de outro, trata-se de um crime de enorme gravidade, quanto mais se levado em conta que é cometido por quem deveria servir, o funcionário público que enriquece sem que se saiba como, aquele que entra pobre e sai rico. O enriquecimento ilícito é a prova viva da eficiência da corrupção.

## 10 medidas contra corrupção
As 10 Medidas contra corrupção, projeto do Ministério Público Federal, tem a segunda medida, que trata da tipificação penal de conduta lastreada no enriquecimento ilícito.
Desde junho de 2016, o projeto está sob votação na Câmara dos Deputados.

## Exemplos
No Egito, a esposa do ex-presidente da República, Hosni Mubarak, foi presa sob a acusação de enriquecimento ilícito, sendo libertada após transferir todos os seus bens para o Estado.